# Beaumont-en-Véron
Beaumont-en-Véron – miejscowość i gmina we Francji, w Regionie Centralnym, w departamencie Indre i Loara.
Według danych na rok 1990 gminę zamieszkiwało 2569 osób, a gęstość zaludnienia wynosiła 136 osób/km² (wśród 1842 gmin Regionu Centralnego Beaumont-en-Véron plasuje się na 144. miejscu pod względem liczby ludności, natomiast pod względem powierzchni na miejscu 697.).